# Bergljot Hobæk Haff
Bergljot Hobæk Haff, född 1 maj 1925 i Botne (i nuvarande Holmestrands kommun) i Vestfold, död 12 februari 2016, var en norsk författare.
Haff var utbildad lärare i Oslo och Köpenhamn. Efter lärarutbildningen i Oslo bodde hon 24 år i Danmark.
Haff fick genom hela sitt författarskap kritikernas erkännande för sina romaner, som genomgående varit historiska romaner med originella synvinklar. Hon debuterade med romanen Raset, 1956, men det var först med två huvudböcker i en bokklubb 1983 och 1989 som hon blev ett känt namn hos den läsande allmänheten, och Skammen som utkom då författaren var 71 år, blev en publiksuccé med sin skildring av ett NS-barns liv och levnad under 60 år. Succén blev senare uppföljd med en dramatisering av Skammen på Nationaltheatret 1999, med Anne Krigsvoll i en prisbelönt huvudroll som Idun Hov.
Haff är översatt till engelska, franska, nederländska, spanska, italienska och lettiska. Hon var två gånger nominerad till Nordiska rådets litteraturpris, för Den guddommelige tragedie och för Renhetens pris.

## Priser och utmärkelser
- 1962 – Kritikerpriset för Bålet
- 1985 – Doblougska priset
- 1988 – Den norska akademiens pris
- 1989 – Aschehougpriset
- 1995 – Amalie Skram-prisen
- 1996 – Bragepriset för Skammen
- 1996 – Kritikerpriset för Skammen
- 1996 – Riksmålsförbundets litteraturpris
- 1998 – Anders Jahres kulturpris